# آدیتی‌ها

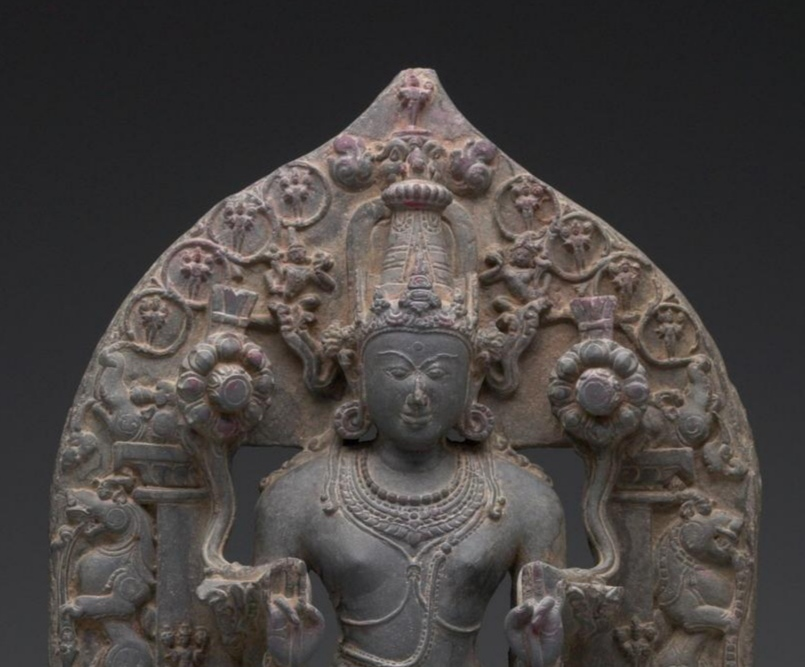
مجسمه قرن یازدهمی از سوریا با یازده آدیتی دیگر که در بالای آن به تصویر کشیده شده است.

آدیتی‌ها (سانسکریت: आदित्य، آوانگاری: Ādityá، ت. «of Aditi») در هندوئیسم و زبان سانسکریت به فرزندان آدیتی اشاره دارد، الهه‌ای که نمایانگر بی‌نهایت است. نام آدیتیا، در مفرد، برای اشاره به خدای خورشید، سوریا گرفته شده است. به‌طور کلی، آدیتیاها دوازده عدد هستند، شامل:
1. سوریا (ایزد)
2. آریامن
3. تواشتا
4. ساویتر
5. باگا
6. داتا
7. میترا
8. وارونا
9. اممسا
10. پوشان
11. ایندرا
12. ویشنو (به شکل وامانا).[۲]

## تعیین مشخصات
- خدای خورشید

آدیتی‌ها یک دسته از خدایان اصلی هندوئیسم کلاسیک وداها متعلق به طبقه خورشیدی هستند. در وداها، سرودهای متعددی به میترا، وارونا، ساویتر و غیره تقدیم شده است. آدیتیا در ریگ‌ودا به روشنی و پاکی چون نهرهای آب، عاری از هر گونه حیله و دروغ، بی‌عیب و بی‌نقص توصیف شده است.
این دسته از خدایان به عنوان نگهدارنده اموال منقول و دارمای غیرمنقول درمه دیده شده است. آدیتی‌ها خدایان مهربانی هستند که به عنوان محافظ همه موجودات عمل می‌کنند، که مشیت می‌دهند و از دنیای ارواح محافظت می‌کنند و از جهان محافظت می‌کنند. در شکل میترا-وارونا، آدیتی‌ها به قانون ابدی وفادار هستند و به عنوان عاملان بدهی عمل می‌کنند.
در استفاده امروزی در زبان سانسکریت، اصطلاح آدیتیا بر خلاف آدیتیاهای ودایی مفرد شده است و مترادف با سوریا خورشید استفاده می‌شود. اعتقاد بر این است که دوازده آدیتیا نشان دهنده دوازده ماه در تقویم و دوازده جنبه خورشید هستند. از آنجایی که تعداد آنها دوازده نفر است، به آنها «دواداش آدیتیا» می‌گویند.
۱۲ آدیتیاس اساساً خورشیدهای ماهانه هستند که مربوط به تقریباً ۱۲ قمری در یک سال شمسی است.